# À la folie (film, 2013)
Pour les articles homonymes, voir À la folie.
Pour plus de détails, voir Fiche technique et Distribution.
À la folie (titre original : 瘋愛, Fēng ài) est un film documentaire chinois réalisé par Wang Bing, sorti en France en 2015.
Il est montré pour la première fois le 4 septembre 2013 à la Mostra de Venise, et sort dans les salles françaises le 11 mars 2015.

## Synopsis
Le film suit pendant 3 mois les patients d'un hôpital psychiatrique du Yunnan ; spécifiquement ceux de l'étage pour hommes, mais aussi un patient en permission de sortie et de retour chez ses parents.

## Fiche technique
- Titre : À la folie
- Titre original : 瘋愛, Fēng ài
- Réalisation : Wang Bing
- Images : Xianhui Liu, Wang Bing
- Montage : Adam Kerby, Wang Bing
- Production : Louise Prince, Wang Bing
- Sociétés de production : Moviola, Rai Cinema, Y. Production
- Sociétés de distribution : Moviola (Japon), Les Acacias (France)
- Pays de production : Japon, France, Hong Kong
- Pays d'origine :  Chine
- Format : couleur
- Genre : documentaire
- Durée : 227 minutes
- Date de sortie : 
  -  Japon : 28 juin 2014
  -  France : 11 mars 2015

## Récompenses et nominations

### Récompenses
2013
Festival des trois continents de Nantes : Montgolfière d'argent

### Nominations
2013
Festival des trois continents de Nantes : Montgolfière d'or
2014
Festival international du film d'Édimbourg : Prix du meilleur documentaire
Festival international de films de Fribourg : Grand prix